# Guillermo Cervantes
Guillermo Cervantes Vásquez (¿?- 1933 selva loretana), fue un capitán y líder del ejército peruano que conformó el grupo de los Veteranos del Caquetá que luchó en el Conflicto de La Pedrera, este capitán es conocido por comandar una sublevación llamada por los loretanos como revolución cervantina con el apoyo de civiles y Las Fuerzas Armadas del Nororiente que dio origen al Tercer Estado Federal de Loreto que duró tan solo unos meses pero llegó a tener su propia moneda y gobierno propio.

## Biografía
No hay seguridad ni sobre el lugar y ni sobre la fecha del natalicio de Guillermo Cervantes, ya que tras su sublevación contra el ejército peruano, los jefes decidieron esconder todo documento respecto a su identidad.
Durante su estancia militar conoció en persona a Sánchez Cerro quien sería futuro presidente del Perú y con quien participó en una revolución en Puno, durante el Oncenio de Leguia a diferencia de sus compañeros mostró cierta frustración al entregarse el Trapecio Amazónico en el Tratado Salomón-Lozano.

### Comienzo de la revolución
Durante el gobierno de Augusto B. Leguia este desconocía el descontento de los loretanos que estaban disconformes por el tratado firmado con Colombia, comenzando así a haber pequeños conflictos tanto con las autoridades colombianas como con las autoridades del Gobierno Regional de Loreto en el interior de la desangrada región. 
Pero la gota que colmó el vaso fue la orden del prefecto de Iquitos, de entregar oficialmente Leticia a Colombia. El oficial peruano al mando de la guarnición se negó rotundamente a "cumplir órdenes traidoras". En esta vez, ya como capitán de infantería, toma el mando del regimiento “Cazadores del Oriente” acantonado en Iquitos, declarándose en rebeldía el 5 de agosto de 1921 y emitiendo un Manifiesto rubricado por 19 oficiales subalternos y 7 ciudadanos loretanos:

“Compañeros, los militares debemos dejar de servir para los fines inescrupulosos del Gobierno. Denunciamos el enriquecimiento y dolo de las autoridades a costa del hambre de nuestras tropas. El robo de vestuarios, propinas y alimentación de nuestros soldados es escandaloso. Todo el presupuesto de pagos para maestros y policías es desfalcado por los altos funcionarios (…) Las jóvenes generaciones militares nos negamos a contaminarnos con la putrefacción de un Alto Mando carente de honor.”
 Capitán Guillermo Cervantes

Lo que empezó como un movimiento de protesta patriótica contra la política incapaz del Gobierno derivó en la fundación y establecimiento de un Estado Federal Amazónico, con gobierno, ejército y moneda propios pero, lo más importante, sin desconocer la peruanidad. Cuando el conflicto fue inevitable, las tropas de Cervantes marcharon hacia dos frentes: bloquear el paso de La Libertad a San Martín y bloquear el acceso del río Ucayali, que conecta Pucallpa con Iquitos (la nueva capital del Estado Federal).
Exterminado el intento de federalizacion tras varios combates en el territorio actual de Ucayali, Cervantes se escapó al Ecuador al ver destruido y aplastado su intento de federalizar la zona nororiente del Perú aunque esto serviría más adelante como una motivación durante la toma de Leticia por parte de los loretanos. Años después, el descontento popular tendría su respaldo en los cuarteles, vía el Golpe de Estado del Teniente Coronel Luis Miguel Sánchez Cerro, en Arequipa en el agosto de 1930, tras el cual Leguía fue depuesto y a las pocas semanas fallecía en el hospital de Lima.